# Serena van der Woodsen
Serena Celia Van Der Woodsen é a personagem principal da série de livros Gossip Girl e a protagonista na sua adaptação televisiva, na qual é interpretada por Blake Lively. Serena é destaque no blog do misterioso narrador da série, "Gossip Girl". Serena é a melhor amiga de Blair Waldorf e é uma personagem que parece conseguir facilmente o que quer por causa de sua boa aparência, energia e carisma. Ela também é conhecida como "It Girl" na série.

## Série literária
Serena é uma adolescente alta, loira, magra e atraente do Upper East Side de Manhattan, em Nova York. Muitas das meninas da escola Constance Billard a acusam de usar sua boa aparência como um meio de garantir tudo o que ela quer. Ela não é particularmente qualificada academicamente, mas muitas vezes ela é informada de que não está atingindo todo o seu potencial. Seu pai administra a mesma empresa de navegação holandesa que seu tataravô fundou no século XVIII, e sua mãe, Lillian van der Woodsen, é uma socialite, colecionadora de arte e filantropa. Seus pais estão nos conselhos de todas as principais instituições de caridade e organizações de arte da cidade. O van der Woodsens reside na 994 Quinta Avenida, um porteiro elegante de luvas brancas do outro lado da rua do The Met e do Central Park. Serena e sua família possuem metade do último andar em uma cobertura de 14 quartos.
Serena tem um hábito de roer as unhas e também corta suas pontas duplas, principalmente durante suas aulas na Constance Billard. Embora exposta e ciente dos acontecimentos no mundo da moda, ela, ao contrário de Blair, não é tão meticulosa sobre suas escolhas de moda e figurino. Ela é descrita para ter um jeito sem esforço sobre ela. Serena é carismática, charmosa, talentosa, engraçada, gentil, despreocupada e descontraída. Esses atributos ajudam-na a prosperar e, muitas vezes, de boa vontade ou não, atraem homens mais velhos.
Apesar de todos os seus atributos, Janet Malcolm, da The New Yorker, a considera "incandescente e excepcionalmente gentil e, no final, deve ser dito, um tanto aborrecido".

## Série de televisão

### Caracterização
People comparou a personagem com a criação original de Josh Schwartz, Marissa Cooper, afirmando que Serena "parece ter tudo, mas além de uma reputação de garota festeira, segredos de família escuros e um desrespeito pela alta sociedade, Serena supera a mal-humorada Cooper com uma história de traição da melhor amiga." Jason Gay, da revista Rolling Stone, descreve Serena como "a garota má que foi boa e que serve como uma bússola moral instável de Gossip Girl". Ele acrescentou elogios ao descrever seu relacionamento tenso com Blair, afirmando: Ele acrescentou elogios ao descrever seu relacionamento tenso com Blair, afirmando: "Serena é uma ex-abelha que desapareceu misteriosamente do campus, apenas para voltar e encontrar sua ex-melhor amiga rancorosa, Blair, no comando." Com relação à direção de sua personagem no programa, a atriz Blake Lively comentou sobre as aventuras de sua personagem durante uma entrevista com a revista Nylon dizendo: "Eu me sinto ridícula às vezes com ela, porque eu sou, você sabe, matar alguém e casar com alguém, mas eu pareço comigo. Eu fico tipo 'Oh, isso é um absurdo'." A revista Vogue considera que a criação de Lively é vantajosa para seu passado de personagem e a considera "deslumbrante, mundana e otimista". Sua mãe, uma ex-modelo da Geórgia, vestia-a de maneira diferente e suas diferentes escolhas de moda atraíram a atenção de seus colegas da escola particular L.A. na qual ela se matriculou. "Era a única escola em que as pessoas eram simplesmente más para mim", declarou Lively. "Eles tiravam sarro das minhas roupas porque eu me vestia de maneira diferente das outras crianças."

### Primeira temporada
A primeira temporada apresenta Serena como a filha bonita e rica de pais divorciados que retorna do internato. Seu retorno desperta sua antiga rivalidade com sua melhor amiga, Blair. O retorno de Serena é devido a seu irmão mais novo, Eric van der Woodsen, que tentou um suicídio. Ela é considerada não bem-vinda, principalmente por sua antiga melhor amiga Blair, que sempre viu Serena como uma ameaça ao seu reinado como a Rainha Bee de Constance. Depois de Serena conseguir se reconciliar com ela, Chuck Bass revela a Serena que ele sabe a causa de sua saída repentina antes da primeira temporada - tirando a virgindade de Nate Archibald (namorado de Blair) durante um casamento, e ele tenta beijá-la. Serena consegue escapar e encontra Dan, um estudante da St. Jude do Brooklyn, que muitas vezes expressa cinismo sobre o estilo de vida que seus colegas mais ricos levam. Nate finalmente revela seu encontro com Serena para Blair, e Serena é condenada ao ostracismo nos primeiros episódios do programa. Blair e Serena consistentemente lutam e se reconciliam durante os episódios subsequentes do programa, muitas vezes lidando com a tendência de Serena ofuscar Blair. Serena e Blair se reconciliam depois de um confronto sincero que levou Serena a admitir seu erro com Nate e deixar Blair em seu tempo de necessidade.
Serena encontra uma miríade de problemas enquanto sua mãe se envolve com Bart Bass, que força sua família a se adaptar a viver com Chuck, então descobre o relacionamento de sua mãe com o pai de Dan, Rufus Humphrey, e as complicações de se envolver em um relacionamento com Dan que é reprovado por sua mãe e seus colegas. Seu relacionamento com Dan também se complica com a chegada de Georgina Sparks, uma amiga de longa data que lentamente revela aos telespectadores a verdadeira razão pela qual Serena deixou Manhattan. Georgina leva-a a cometer os mesmos erros que ela fez antes de sair de Manhattan, desde festas a beber demais, fazendo com que Serena sentisse falta dos SATs. Serena confronta Georgina, apenas para atrair sua raiva, levando Georgina a destruir seu relacionamento com Dan e chantageá-la com o conhecimento de um evento particular no passado: que ela acidentalmente matou um homem. A constante mentira de Serena para impedir Dan de descobrir seu passado acaba por prejudicar seu relacionamento e Dan termina com ela.
Blair eventualmente retalia contra Georgina com a ajuda de Chuck e Nate e a intervenção de Vanessa, conduzindo Georgina para fora de Manhattan. Serena finalmente conta a verdade a Dan, apenas para descobrir durante o casamento de Lily, que ele quer terminar o relacionamento deles. Serena tenta seguir em frente durante todo o verão.